# HMS Attacker (D02)
HMS Attacker (D02), nguyên là tàu sân bay hộ tống USS Barnes (CVE-7) (ký hiệu lườn ban đầu AVG-7) của Hải quân Hoa Kỳ thuộc lớp Bogue, được chuyển cho Hải quân Hoàng gia Anh Quốc và đã phục vụ trong Chiến tranh Thế giới thứ hai. Sau chiến tranh nó được hoàn trả cho Mỹ, được bán cho để tư nhân hoạt động hàng hải thương mại, được đổi tên thành Castel Forte, rồi thành Fairsky và cuối cùng là Philippine Tourist trước khi bị tháo dỡ tại Hong Kong vào năm 1980.

## Thiết kế – Chế tạo – Chuyển giao
Nó được đặt lườn vào ngày 17 tháng 4 năm 1941 như một tàu hàng kiểu C3-S-A1 tên gọi Steel Artisan theo hợp đồng với Ủy ban Hàng hải Hoa Kỳ; được chế tạo bởi hãng Western Pipe and Steel Company tại San Francisco, California với số hiệu lườn 160. Nó được hạ thủy vào ngày 27 tháng 9 năm 1942; và được Hải quân Hoa Kỳ đưa ra hoạt động vào ngày 30 tháng 9 năm 1942 dưới tên gọi USS Barnes (CVE-7), nhưng đồng thời lại được chuyển cho Anh Quốc theo chương trình Cho thuê-cho mượn cùng ngày hôm đó. Nó được đổi tên thành HMS Attacker (D02) và đưa ra hoạt động cùng Hải quân Hoàng gia như một chiếc thuộc lớp tàu sân bay hộ tống Attacker.

## Lịch sử hoạt động
Attacker đã phục vụ trong suốt Chiến tranh Thế giới thứ hai, thoạt tiên trong vai trò hộ tống cho các đoàn tàu vận tải tại Đại Tây Dương. Sau khi tiếp tục được Hải quân Hoàng gia cải biến như một tàu sân bay tấn công vào tháng 10 năm 1943, chiếc tàu sân bay đã tham gia tác chiến tại Địa Trung Hải và sau đó là tại Mặt trận Thái Bình Dương. Vào cuối tháng 8 năm 1945, Attacker đã chứng kiến sự đầu hàng của lực lượng Nhật Bản trú đóng tại Malaya ở Penang, như một phần của Chiến dịch Zipper. Đến tháng 9, Attacker hiện diện tại Singapore như một phần của Chiến dịch Tiderace, sau đó lên đường quay trở về Anh, đi đến Clyde để được cho ngừng hoạt động và đưa về lực lượng dự bị.
HMS Attacker (D02) rời vùng biển Anh Quốc vào tháng 12 năm 1945 quay trở về Hoa Kỳ, chính thức hoàn trả cho Hoa Kỳ tại Xưởng hải quân Norfolk, Norfolk, Virginia vào ngày 5 tháng 1 năm 1946, và được rút khỏi danh sách Đăng bạ Hải quân vào ngày 26 tháng 2 năm 1946. Vào ngày 28 tháng 10 năm 1948, con tàu được bán để hoạt động hàng hải thương mại, được chuyển cho hãng National Bulk Carriers of New York để tháo dỡ sàn đáp và các thiết bị trong thời chiến nhằm hoạt động như một tàu chở hàng. Tuy nhiên, công việc bị tạm ngừng và con tàu được rao bán lại. Đến năm 1950 nó được Tập đoàn Vlasov mua lại và đặt dưới quyền sở hữu của chi nhánh Vlasov tại Hoa Kỳ, Navcot Corporation. Được đổi tên thành Castel Forte, con tàu vẫn bị bỏ không cho đến khi tìm được việc sử dụng phù hợp.
Năm 1957, Vlasov nhận được hợp đồng thuê chuyến từ Chính phủ Australia sử dụng Castel Forte để chuyên chở người Anh di dân đến Australia. Trong quá trình được xem là việc cải biến rộng rãi nhất một tàu sân bay hộ tống C3 từ trước đến nay, bắt đầu tại New York và hoàn tất tại Genoa, chiếc tàu biển chở khách tải trọng 12.464 GRT được đặt lại tên là Fairsky và hoạt động bởi hãng điều hành của Vlasov tại Italy, Sitmar Line. Sau khi hoàn tất việc tân trang vào tháng 6 năm 1958, con tàu chở khách có dáng vẽ hoàn toàn mới bắt đầu cuộc đời phục vụ lâu dài như tàu chở người di dân, kéo dài cho đến năm 1970. Ngày 23 tháng 6 năm 1977, trong khi hoạt động như một tàu du lịch, Fairsky va phải một xác tàu đắm ngầm, và bị buộc phải tự mắc cạn để tránh bị đắm. Con tàu được sửa chữa tạm thời và nó hoạt động trở lại 6 ngày sau đó. Sau khi xác định rõ những hư hỏng, Sitmar quyết định cho rao bán con tàu.
Được cứu khỏi số phận bị tháo dỡ, nó được cải biến thành khách sạn và casino nổi vào năm 1978 dưới tên gọi Philippine Tourist. Tuy nhiên, con tàu bị hư hại nặng do một cuộc hỏa hoạn vào ngày 3 tháng 11 năm 1979, và sau đó bị tháo dỡ tại Hong Kong. Lườn tàu được cho kéo đến đây vào ngày 24 tháng 5 năm 1980.